# Owzūn Qeshlāq
Owzūn Qeshlāq (persiska: وزون قِشلاق, اوزون قشلاق, Ūzūn Qeshlāq) är en ort i Iran.   Den ligger i provinsen Västazarbaijan, i den nordvästra delen av landet, 500 km väster om huvudstaden Teheran. Owzūn Qeshlāq ligger 1 318 meter över havet och antalet invånare är 323.
Terrängen runt Owzūn Qeshlāq är platt åt nordväst, men åt sydost är den kuperad. Runt Owzūn Qeshlāq är det ganska tätbefolkat, med 155 invånare per kvadratkilometer. Närmaste större samhälle är Mīāndoāb, 19,2 km nordväst om Owzūn Qeshlāq. Trakten runt Owzūn Qeshlāq består i huvudsak av gräsmarker.